# Epiblema gammana
Epiblema gammana es una especie de polilla del género Epiblema, familia Tortricidae.
Fue descrita científicamente por Mann en 1866.

## Distribución
Se encuentra en Rumania (Dobruja).